# Xinjian
Xinjian är ett härad som lyder under Nanchangs stad på prefekturnivå i Jiangxi-provinsen i östra Kina.